# Jean-Claude de Saint-Marceaux
Pour les personnalités portant le même patronyme, voir Saint-Marceaux.
Jean-Claude de Saint-Marceaux est un sculpteur et résistant français, né le 15 septembre 1902 à Cuy-Saint-Fiacre (Seine-Inférieure) et mort le 30 mai 1979 dans le 15e arrondissement de Paris.

## Sculpteur
Jean-Claude de Saint-Marceaux est le petit-fils de Marguerite Jourdain et du peintre Eugène Baugnies. Veuve, Marguerite épouse en secondes noces, en 1892, le sculpteur René de Saint-Marceaux qui, en 1913, adopte les trois fils qu'elle a eus de son premier mariage. Ils ajoutent désormais à leur nom de naissance celui de leur père adoptif et Jean-Claude, le fils de Jacques et d'Yvonne de Montagnac, porte donc les deux noms de son père : Baugnies de Paul de Saint-Marceaux. Il est élevé dans l'atmosphère artistique et mondaine que sa grand-mère entretient autour de son salon de musique parisien, rival de celui de la princesse de Polignac et où se rencontrent des compositeurs comme Ravel, Fauré et Debussy, des interprètes comme Arthur Rubinstein, mais aussi des artistes et des écrivains comme Isadora Duncan, Colette ou D'Annunzio. D'abord marié à une amie de Berthe Pompon, Germaine Leclerc, à qui Pompon dédicace son Pélican de 1924, Saint-Marceaux épouse en secondes noces, en 1950, Anne Marie Radwan, dite Manéta, actrice et chanteuse polonaise qui a prêté ses traits à Vénus et à Ève debout, sculptures d'Auguste Zamoyski, son premier mari. Jean-Claude et Manéta ont une fille, Nathalie, médecin, qui meurt en 2009.
En 1931, Saint-Marceaux rejoint le groupe des Douze, qui rassemble autour de Pompon et Jane Poupelet des sculpteurs animaliers tels que Georges Hilbert, Paul Jouve, André Margat, Georges Guyot, mais aussi l'artiste peintre Adrienne Jouclard. Le groupe expose, du 8 avril au 8 mai 1932, dans les salons de l'hôtel Ruhlmann et, une deuxième fois, du 1er au 31 mars de l'année suivante, toujours chez Ruhlmann. Mais cette deuxième fois est déjà la dernière : le décès de Jane en 1932 et celui de Pompon en 1933 ont mis fin à l'association,. Entretemps, le critique André Devaux a remarqué le Tapir que Saint-Marceaux, toujours en compagnie d'artistes animaliers, a exposé à la galerie Edgar Brandt. Après la guerre, entre 1947 et 1950, Saint-Marceaux sculpte encore L'Athlète ou le Grand Homme nu.

## Résistant
Après la défaite de 1940, Saint-Marceaux choisit de résister à l'occupant. Il intègre bientôt le réseau Buckmaster, section française de la Direction des opérations spéciales. Dans les années 1930, il a acquis une propriété dans le Midi, à La Ciotat, et en avril 1943, après l’arrestation d’Albert Arnoux, il prend la tête de la section ciotadenne du groupe Jean-Marie. Un an plus tard, en avril 1944, la Gestapo fait irruption dans sa propriété. Il parvient à s'enfuir avec sa femme. Le couple gagne la gare toute proche d'où, protégés par les cheminots, ils s'embarquent dans un wagon de marchandises et échappent aux recherches.
Saint-Marceaux est élu au conseil provisoire en août 1944 et le général de Larminat, en vertu des pouvoirs qui lui sont conférés par le général de Gaulle, le nomme président de la délégation spéciale. Le 22 août, jour de la libération de La Ciotat, Saint-Marceaux est porté en triomphe à l'hôtel de ville. Il restera maire pendant un an.
Jean-Claude est le cousin germain de Gaston Baugnies de Saint-Marceaux (1914-1986), aviateur, capitaine commandant de la 2e escadrille du régiment de chasse « Normandie-Niemen ».

## Décoration
- Médaille de la Résistance française (décret du 31 mars 1947)[22]

## Hommage
- La salle associative de La Ciotat porte le nom de Jean-Claude Baugnies de Saint-Marceaux.

### Autres sources
- « Jean-Claude Baugnies de Saint-Marceaux, héros de la Résistance et maire de La Ciotat », site officiel de la ville de La Ciotat (consulté le 5 avril 2015).